# Sidi Daho des Zairs
Sidi Daho des Zairs, également appelé Sidi Dahou Zair ou Sidi Daho, est une commune de la wilaya de Sidi Bel Abbès en Algérie.

## Géographie

### Situation
| Wilaya d'Aïn Témouchent (Aoubellil ; Oued Berkeche) | Hassasna (Wilaya d'Aïn Témouchent) | Sehala Thaoura    |
| Aïn Nehala (Wilaya de Tlemcen)                      | Sidi Daho des Zairs                | Aïn Kada          |
| Aïn Nehala (Wilaya de Tlemcen)                      | Hassi Zahana                       | Sidi Ali Boussidi |

## Histoire

### Époque coloniale française
Le douar de Sidi-Daho, peuplé à l'origine d'une fraction de la tribu des Ouled-Zeir de la confédération des Beni-Amer, est constitutif de la commune mixte d'Aïn Témouchent créée par un arrêté du 23 septembre 1874. Une fraction de 516 hectares en est rapidement distraite au profit du centre de colonisation d'Aïn-el-Hadjar créé en 1876, et le douar est soustrait à la commune mixte d'Aïn Témouchent et à l'arrondissement d'Oran et démantelé en 1906: 1 596 hectares sont intégrés à la commune de plein exercice de Tassin, 3 319 hectares entrent dans la constitution de Parmentier érigée en commune de plein exercice, 8 208 hectares rejoignent la commune mixte de la Mekerra dont le chef-lieu est Sidi bel Abbès. Cette dernière fraction est érigée en commune de plein exercice vers 1957, sous le nom de Sidi Daho des Zairs, incluse dans l'arrondissement de Sidi Bel Abbès du département d'Oran.

### Époque de l'Algérie indépendante
L'ancienne commune de plein exercice, gardera son statut commune à l'indépendance de l'Algérie .